# 伯蘭鄉 (瑟拉日縣)

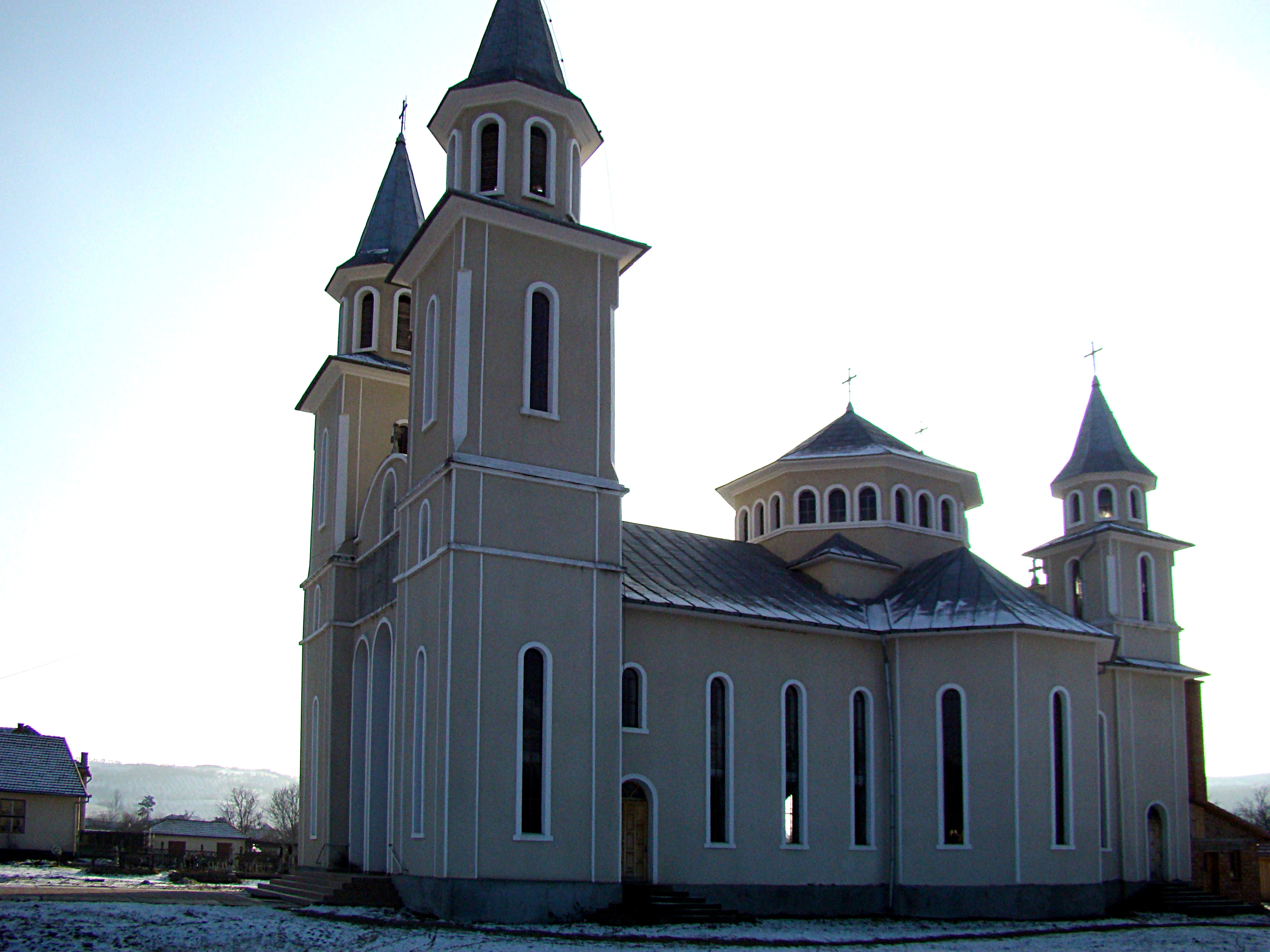

47°09′11″N 23°18′42″E / 47.1531°N 23.3117°E
伯蘭鄉（羅馬尼亞語：Comuna Bălan, Sălaj），是羅馬尼亞的鄉份，位於該國西北部，由瑟拉日縣負責管轄，面積95平方公里，海拔高度222米，2007年人口3,978，人口密度每平方公里42人。